# Mohammed Abdul Basit
Mohammed Abdul Basit (sinh ngày 10 tháng 12 năm 1996) là một cầu thủ bóng đá chuyên nghiệp người Ghana chơi ở vị trí tiền vệ tấn công, từng thi đấu cho câu lạc bộ Sông Lam Nghệ An và câu lạc bộ Hồng Lĩnh Hà Tĩnh.
Anh là mẫu cầu thủ tấn công đa năng, có thể chơi ở cả vị trí tiền đạo.

## Sự nghiệp

### Sông Lam Nghệ An
Ngày 25 tháng 2 năm 2022, trong trận đấu ra mắt V.League 1, Abdul Basit đã ghi bàn thắng duy nhất giúp Sông Lam Nghệ An đánh bại chủ nhà Becamex Bình Dương với tỷ số tối thiểu 1–0. Đáng chú ý, anh là cầu thủ sở hữu thẻ vàng và bàn thắng đầu tiên của V.League 2022.

## Thống kê sự nghiệp

### Câu lạc bộ

#### Tại Việt Nam
Tính đến ngày 1 tháng 3 năm 2022
| Câu lạc bộ           | Mùa giải             | Giải đấu             | Giải đấu | Giải đấu | Cúp quốc gia | Cúp quốc gia | Châu lục | Châu lục | Khác | Khác | Tổng cộng | Tổng cộng |
| Câu lạc bộ           | Mùa giải             | Hạng                 | Trận     | Bàn      | Trận         | Bàn          | Trận     | Bàn      | Trận | Bàn  | Trận      | Bàn       |
| -------------------- | -------------------- | -------------------- | -------- | -------- | ------------ | ------------ | -------- | -------- | ---- | ---- | --------- | --------- |
| Sông Lam Nghệ An     | 2022                 | V.League 1           | 2        | 1        | —            | —            | —        | —        | —    | —    | 2         | 1         |
| Hồng Lĩnh Hà Tĩnh    | 2022                 | V.League 1           | 4        | 0        | 1            | 0            | —        | —        | —    | —    | 3         | 0         |
| Tổng cộng (Việt Nam) | Tổng cộng (Việt Nam) | Tổng cộng (Việt Nam) | 6        | 1        | 1            | 0            | 0        | 0        | 0    | 0    | 7         | 1         |